# 羅切斯特城堡
羅切斯特城堡（Rochester Castle），它位於英格蘭肯特郡羅切斯特，地處梅德威河東岸，英國境內關於中世紀城堡遺址保存最完整的城堡之一。

## 歷史
此羅馬風格的城堡建築物與1086年建築與保存至今日，早在羅馬時期（大約公元43年左右），此處便有一座要塞。它是英格蘭修建最早的城堡其中之一，它的建築指揮是羅切斯特主教岡多夫（Gundolf），著名的倫敦塔（Tower of London）的修建工作也是由他負責的。

### 結構
城堡有地下室以備存貨物，地下室由於條件光線相對暗。城堡首層防禦用，由為之不少的壁爐可猜測出來，此處曾被徵用處理公務的城堡辦公室。城堡的第二層有大廳，城堡附近還有大主教的專用處所。三層由隔出許多房間組成，從房間中可遠眺清晰的河對岸。
13世紀，城堡被約翰王（King John）攻擊，造成了城堡南面拐角大面積損坏甚至倒塌。後，損毀處進行了修復，改建為圓柱形。1264年，城堡又受到一次戰役的攻擊，但修築復原卻是100年之後的事了。其間，由于自然的風化腐蝕，城堡幾乎成了一座廢墟。
1314年3月—6月，于1306年被俘的苏格兰王后伊丽莎白·伯格被关在该城堡。
在愛德華三世在位期間，城堡改造修復。隨後在第二次修复工作完成后，城堡成了一座所謂全功能城堡。17世紀，城堡再次塵封歷史被人忽視。後城堡遭遇嚴重失火，當地人還把城堡的石料拆下來用于修自己的住所。1840年當時的羅切斯特城租下了城堡，最終周遭改為公園。